# Aoaraneus pentagrammicus
Espèce
Synonymes
- Miranda pentagrammica Karsch, 1879
- Araneus pentagrammicus (Karsch, 1879)

Aoaraneus pentagrammicus est une espèce d'araignées aranéomorphes de la famille des Araneidae.

## Distribution
Cette espèce se rencontre au Japon, en Corée du Sud, à Taïwan et en Chine.

## Description

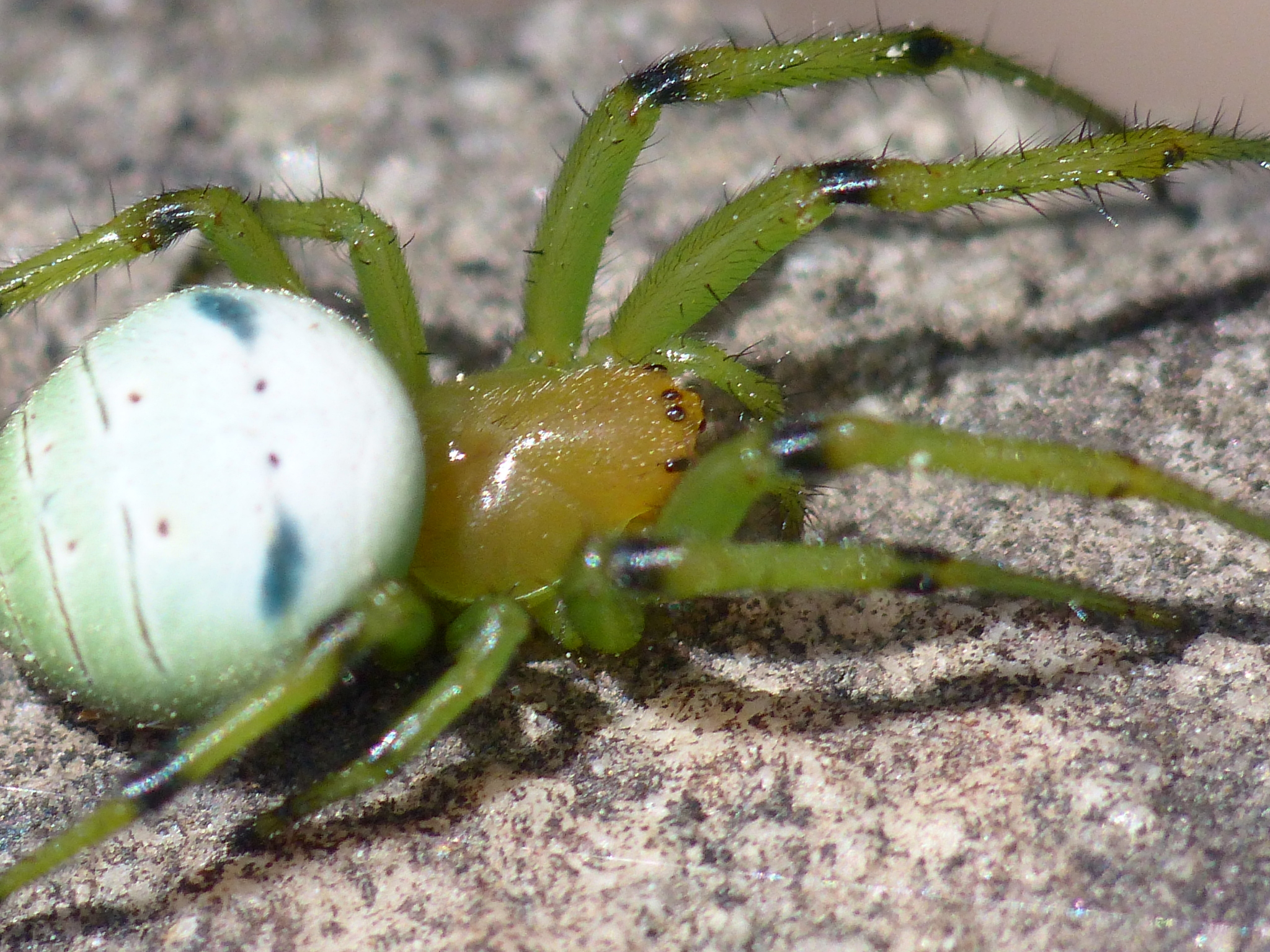
Aoaraneus pentagrammicus

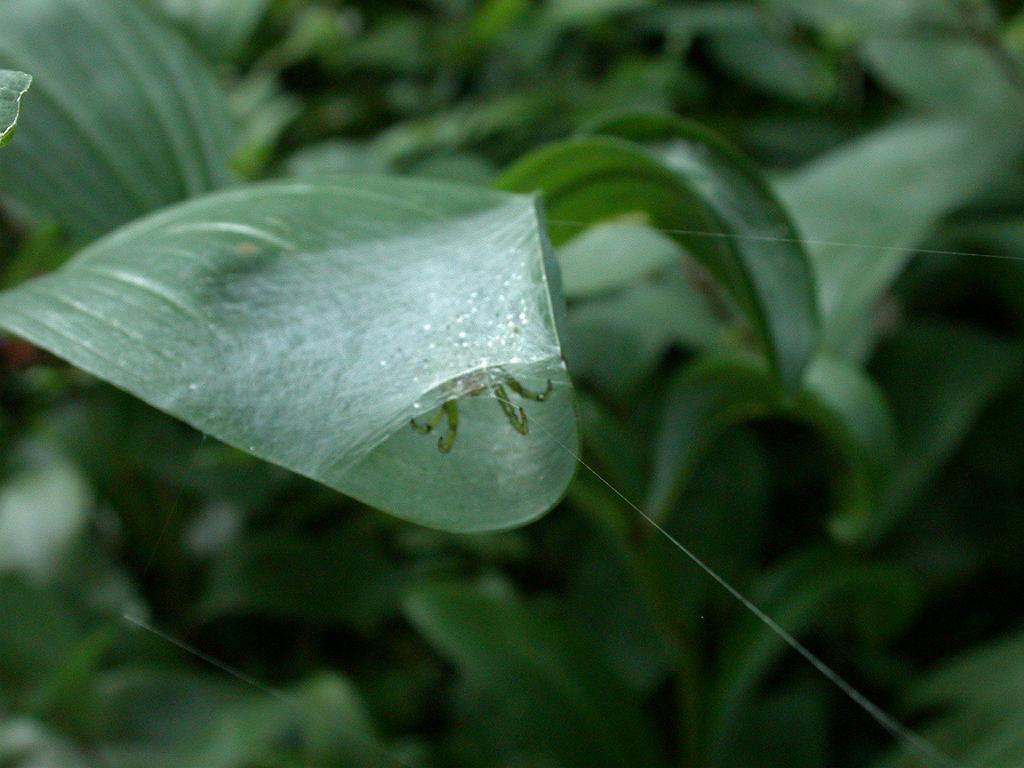
Aoaraneus pentagrammicus

Le mâle décrit par Tanikawa, Yamasaki et Petcharad en 2021 mesure 6,70 mm et la femelle 9,70 mm.

## Systématique et taxinomie
Cette espèce a été décrite sous le protonyme Miranda pentagrammica par Karsch en 1879. Elle est placée dans le genre Aranea par Bösenberg et Strand en 1906, dans le genre Cathaistela par Yaginuma et Archer en 1959, dans le genre Araneus par Yaginuma en 1959 puis dans le genre Aoaraneus par Tanikawa, Yamasaki et Petcharad en 2021.

## Publication originale
- Karsch, 1879 : « Baustoffe zu einer Spinnenfauna von Japan. » Verhandlungen des Naturhistorischen Vereins der Preussischen Rheinlande und Westfalens, vol. 36, p. 57-105 (texte intégral).